# Erkenbrechtsweiler
Erkenbrechtsweiler è un comune tedesco di 2 133 abitanti, situato nel land del Baden-Württemberg.